# Nægter for Fred
|  | Denne artikel er oprettet af botten Steenthbot ud fra en ekstern database. Den kan derfor have sproglige fejl eller mangler. Denne skabelon kan fjernes efter kontrol af indholdet. |

Nægter for Fred er en dansk dokumentarfilm fra 1981.

## Handling
Indføring i nægterverdenen, der hvert år består af 600 tvangsudskrevne. Den starter med en session, hvor 16-17 årige udspørges om det at være nægter. De fleste ved ikke ret meget. der fortælles om, hvordan og hvorfor man bliver nægter, oplæg til diskussion...